# Imogene (Iowa)
Imogene és una població dels Estats Units a l'estat d'Iowa. Segons el cens del 2000 tenia 66 habitants.

## Demografia
Segons el cens del 2000, Imogene tenia 66 habitants, 29 habitatges, i 16 famílies. La densitat de població era de 127,4 habitants/km².
Dels 29 habitatges en un 20,7% hi vivien nens de menys de 18 anys, en un 41,4% hi vivien parelles casades, en un 6,9% dones solteres, i en un 44,8% no eren unitats familiars. En el 34,5% dels habitatges hi vivien persones soles el 20,7% de les quals corresponia a persones de 65 anys o més que vivien soles. El nombre mitjà de persones vivint en cada habitatge era de 2,28 i el nombre mitjà de persones que vivien en cada família era de 2,94.
Per edats la població es repartia de la següent manera: un 22,7% tenia menys de 18 anys, un 7,6% entre 18 i 24, un 33,3% entre 25 i 44, un 16,7% de 45 a 60 i un 19,7% 65 anys o més.
L'edat mediana era de 37 anys. Per cada 100 dones de 18 o més anys hi havia 112,5 homes.
La renda mediana per habitatge era de 41.250 $ i la renda mediana per família de 46.667 $. Els homes tenien una renda mediana de 24.688 $ mentre que les dones 25.625 $. La renda per capita de la població era de 25.329 $. Cap de les famílies i el 4,2% de la població estaven per davall del llindar de pobresa.

## Poblacions més properes
El següent diagrama mostra les poblacions més properes.